# Bamboo Village
Bamboo Village es una villa de Trinidad y Tobago, que forma parte de la región de Siparia.

## Geografía
La villa abarca parte de la isla Trinidad y limita al norte con el canal de Paria, al sur y oeste con Cedros, al este con Coromandel.

## Demografía
Datos demográficos de la villa de Bamboo Village:
| Gráfica de evolución demográfica de Bamboo Village entre 2000 y 2011 |
|                                                                      |